# Dòng chảy khối lượng
Dòng chảy khối lượng hay dòng khối là sự di chuyển theo dòng của các vật chất. Trong vật lý, dòng khối xảy ra trong một hệ mở và thường được đo đạc khi di chuyển qua một ranh giới nhất định đặc trưng bởi tiết diện của nó và tốc độ dòng khối. Trong khoa công trình và sinh học, dòng khối cũng có thể ám chỉ đến một dòng chất lỏng chạy qua một đường ống hay mạch. Sự vận chuyển các hạt vật chất theo kiểu đặc trưng như dòng chảy cũng được gọi là dòng khối.
Một số ví dụ về dòng chảy khối lượng là sự tuần hoàn máu hay sự vận chuyển nước và các chất dinh dưỡng trong các mạch gỗ và mạch rây ở thực vật. Các dòng chảy này hoạt động dựa vào sự gắn kết của các phân tử nước và sự gắn kết của nước đối với thành của mạch nhờ vào liên kết hydro. Nếu các bong bóng không khí hình thành trong dòng chảy thì dòng chảy sẽ dừng lại vì cột chất lỏng bị phá vỡ và chênh lệch áp suất không thể được truyền đi trên toàn bộ khối nước - hiện tượng này gọi là sự tắc mạch. Khi tắc mạch xảy ra, phần nước còn lại trong mạch sẽ bắt đầu bay hơi. Thực vật có các cơ cấu sinh lý nhằm tái lập lại sự liền mạch khi sự cố xảy ra. Những tiếng tách tách trong dòng chảy ở thực vật có thể được ghi nhận và số liệu này có thể được dùng để xác định tần suất sủi bong bóng trong dòng chảy chất lỏng ở thực vật.